# José Bullaín
José Rosendo Bullaín Rengel (Oruro, 3 de julio de 1907-Chaco Boreal, 25 de mayo de 1934) fue un militar y futbolista boliviano.

## Biografía
Nacido en el seno de una familia de clase alta de la ciudad de Oruro, desde muy joven se dedicó a la práctica del football que compaginó con su carrera de Militar.

## Carrera militar
Una vez terminados sus estudios de secundaria, se traslada a la ciudad de La Paz donde ingresa en el Colegio Militar del Ejército, institución en la que se destaca por su excelente estado físico y sus aptitudes intelectuales por lo que es Abanderado y graduado como Brigadier Mayor del Colegio Militar del Ejército por sus excelentes calificaciones.
Además de ser un destacado alumno, fue muy reconocido por su excelente manejo del caballo, siendo uno de los mejores jinetes de la ciudad.
A partir de 1929, compaginó su carrera militar con su fichaje por el Club The Strongest, equipo al que ingresó junto con otros estudiantes del Colegio Militar por lo que el grupo era conocido como Los Tigres del ColMil.
En 1932 cuando ostentaba el grado de subteniente del Ejército, es movilizado al frente de batalla al estallar la guerra del Chaco en el sur de Bolivia.

### Guerra del Chaco
Bullaín fue parte del Regimiento 4º de Caballería, teniendo a su cargo la  Batería de Artillería número 8. Entre los hechos destacados en los que participó, estuvo la toma del Fortín Bogado en agosto de 1932. En esa acción fue herido en un brazo mientras intentaba capturar a un oficial paraguayo. 
En enero de 1933, se destaca por su valor en la batalla de Corrales, y posteriormente en Puesto Betty, en la batalla de Fernández, en la línea defensiva de La China y en Campo Jurado, batallas en la que su batería adquirió gran fama.
Sin embargo, fue en la batalla más exitosa en la que participó que perdería la vida. Sucedió en la batalla de Cañada Esperanza.
El 10 de mayo de 1934 el Ejército paraguayo culminaba varios meses de preparación para aniquilar al Ejército boliviano que se hallaba en posiciones de defensa. Sin embargo no contaron con que los bolivianos habían descubierto su estrategia preparando a su vez una contraofensiva que culminó con la primera gran victoria de los bolivianos en la Guerra y la captura de decenas de oficiales y cientos de soldados. 
Al terminar la batalla, el 25 de mayo, cuando la victoria boliviana estaba casi consolidada, Bullaín y 8 hombres bajo su mando se hallaban patrullando una zona en busca del material bélico abandonado por los paraguayos en su huida, cuando se encontró de frente con una patrulla paraguaya que inmediatamente abrió fuego contra los bolivianos, cayendo estos a tierra, algunos a cubierto y otros muertos. Sin embargo, Bullaín en vez de declarar retirada, se lanza sobre sus enemigos, en una demostración de valor que insufló ánimos al resto de sus compañeros que al grito de K'alatakaya Huarikasaya (el grito de guerra del Club The Strongest) se lanzaron en feroz combate que terminó con la huida de la patrulla paraguaya y la muerte del subteniente José Rosendo Bullaín por numerosos impactos de bala en su pecho.
Fue ascendido al grado de teniente del Ejército boliviano a título póstumo y aquella batalla en la que perdió la vida fue conocida posteriormente como batalla de Cañada Strongest en honor a él y al gran número de jugadores, socios e hinchas del Club The Strongest que participaron en ella.
En la actualidad un cuartel lleva su nombre en la ciudad fronteriza de Villamontes.

## Carrera como futbolista
Además de ser conocido como héroe de guerra, hasta 1932 era conocido por ser una de las principales estrellas del fútbol boliviano jugando como delantero.
En 1929 fue fichado por el Club The Strongest, equipo de la 1ª división de la Asociación de Fútbol de La Paz que ese año consigue el Subcampeonato. Aquel mismo año es convocado por la Selección de Oruro para el Torneo Nacional de Selecciones departamentales y se consagra Campeón Nacional venciendo a la de Potosí en la final.
En 1930 forma parte del equipo que inauguró el Estadio Hernando Siles venciendo a Universitario de La Paz por 4 a 1 y que posteriormente logró el título de forma invicta y con Valla invicta.
En 1931 jugó el memorable partido frente al Club Almagro de Buenos Aires al que The Strongest venció por 1 a 0. Formó también parte de la delegación que hizo la primera gira del Club por el exterior visitando Perú. También gana con The Strongest los Interdepartamentales, primero contra Cochabamba que era representada por New Players y luego en Sucre contra Stormers Sporting Club y el Club Junín.
En 1932, cuando el torneo no había completado la primera rueda aún, el Club The Strongest se retira del Campeonato y la Asociación de Fútbol de La Paz declara a The Strongest SubCampeón.
Durante la Guerra, varias veces fue "repatriado" para jugar partidos de exhibición con el fin de recaudar fondos. En 1934 juega un famoso encuentro denominado El Último Partido en el que jugadores del primer equipo enfrentaron a otros de la filial de Tupiza en pleno teatro de Guerra, poco antes de la batalla de Cañada Strongest con victoria de los paceños por 1 a 0 con gol suyo, siendo esta la etapa final de la carrera futbolística de Bullaín.

## Palmarés

### Títulos regionales
| Título             | Club          | Año  |
| ------------------ | ------------- | ---- |
| Primera "A" (AFLP) | The Strongest | 1930 |